# Paul Uhlenhuth
Paul Uhlenhuth, född 7 januari 1870 i Hannover, död 13 december 1957 i Freiburg im Breisgau, var en tysk bakteriolog och hygieniker.
Uhlenhuth var professor i hygien och bakteriologi vid universitetet i Strassburg. Efter att 1918 ha fördrivits därifrån av fransmännen, blev han direktor för institutet för experimentell terapi "Emil Behring" i Marburg och ordinarie honorarieprofessor vid universitetet där samt 1923 professor i hygien i Freiburg im Breisgau och direktor för hygieniska institutet där.
Uhlenhuth, som utförde teoretiskt och praktiskt värdefulla arbeten på flera medicinsk-biologiska områden såsom rörande köttförgiftningar, tyfus, protozosjukdomar och så vidare, torde ha blivit mest känd genom den företrädesvis av honom utbildade metoden att skilja på människo- och djurblod.
De av Uhlenhuth och George Nuttall företagna undersökningarna på detta gebit ledde till betydelsefulla slutsatser rörande släktskapsförhållandet mellan människan och aporna. Sålunda påvisades det att en stark fällning uppkommer då till serum av en med människoblod preparerad kanin tillsätts människoblod. Men en lika stark fällning uppstår, ifall till samma serum tillsätts blod av människolika apor (orangutang, schimpans eller gorilla). Svagare reagerar på samma serum blodet av några lägre av Gamla världens apor (babian och markatta), och ännu svagare blir reaktionen hos Nya världens apor.
Enligt Uhlenhuth är vi sålunda på grund av de väsentliga olikheterna i reaktionsgraden, som de olika experimenten uppvisar, berättigade till det påståendet, att släktskapsgraden mellan människan och de olika apformerna är olika, att antropomorferna stå människan närmast samt att Gamla världens apor i allmänhet är mer besläktade med människan än Nya världens. Fysiologin kunde således bekräfta de resultat, som morfologin redan tidigare vunnit.
Uhlenhuth införde arsenik i syfilisbehandlingen, upptäckte leptospirabakterierna, vilka orsakar leptospiros. Han ägnade sig även åt immunisering och kemoterapi vid cancer. Bland hans skrifter märks Praktische Anleitung zur Ausführung des biologischen Eiweissdifferenzierungsverfahrens (1909, tillsammans med O. Weidanz) och Experimentelle Grundlagen der Chemoterapie der Spirochätenkrankheiten (1911). Han utgav tillsammans med Rudolf Kraus Handbuch der mikrobiologischen Technik (1922–1924). Uhlenhuth invaldes 1936 som utländsk ledamot av svenska Vetenskapsakademien.